# Аразап
Аразап (вірм. Արազափ) — село в марзі Армавір, на заході Вірменії. Село розташоване за 15 км на південний схід від міста Армавір, за 4 км на південний схід від села Аргаванд, за 4 км на південний захід від села Варданашен та за 5 км на північний захід від села Маргара.